# Kaplica Narodzenia Najświętszej Maryi Panny „Ta’ Casha” w Rabacie
Kaplica Narodzenia Najświętszej Maryi Panny „Ta’ Casha” (malt. Il-kappella tat-Twelid tal-Madonna Ta’ Casha, ang. Chapel of Our Lady Ta' Casha) – rzymskokatolicka kaplica w Rabacie na Malcie.
Świątynia położona jest przy Triq Santa Rita pomiędzy Triq Pierre Muscat i Triq Pawlu Inguanez.

## Historia

### Pierwsza kaplica
Pierwsza kaplica zbudowana została około 1550 (a przed 1575) niedaleko miejsca znanego jako Għeriexem. Jej fundatorem był niejaki Vincenzo Casha, stąd do dziś znana jest mieszkańcom Rabatu jako ta’ Casha (od Cashy). Przebudowana po raz pierwszy przed 1636, cieszyła się wielkim szacunkiem mieszkańców Rabatu. Raport z wizyty duszpasterskiej biskupa Baldassare Cagliaresa w 1615 informuje, że była dobrze zarządzana i miała wszystkie rzeczy potrzebne do sprawowania kultu. Obraz tytularny był namalowany na płótnie i przedstawiał Matkę Bożą z Dzieciątkiem Jezus śpiącym na Jej kolanach, oraz św. Jana Chrzciciela obok nich. Podczas kolejnej wizyty biskupa, tym razem Lucasa Bueno w 1667, zostało zaznaczone, że kaplica jest pod wezwaniem Nawiedzenia św. Elżbiety przez Maryję, mimo że w 1665 wikariusz kaplitulny prałat Domenico Attard podał wezwanie kaplicy jako Narodzenie Najświętszej Maryi Panny.
Podczas II wojny światowej dwie maltańskie rodziny znalazły schronienie w kaplicy.

### Kaplica dzisiejsza
Kaplica, która stoi do dziś powstała około 1700. Nie jest znany architekt ani wykonawca jej przebudowy. Dziś, z powodu podniesienia się poziomu okalających ją ulic, do budynku trzeba zejść po kilku schodkach.

## Architektura

### Wygląd zewnętrzny

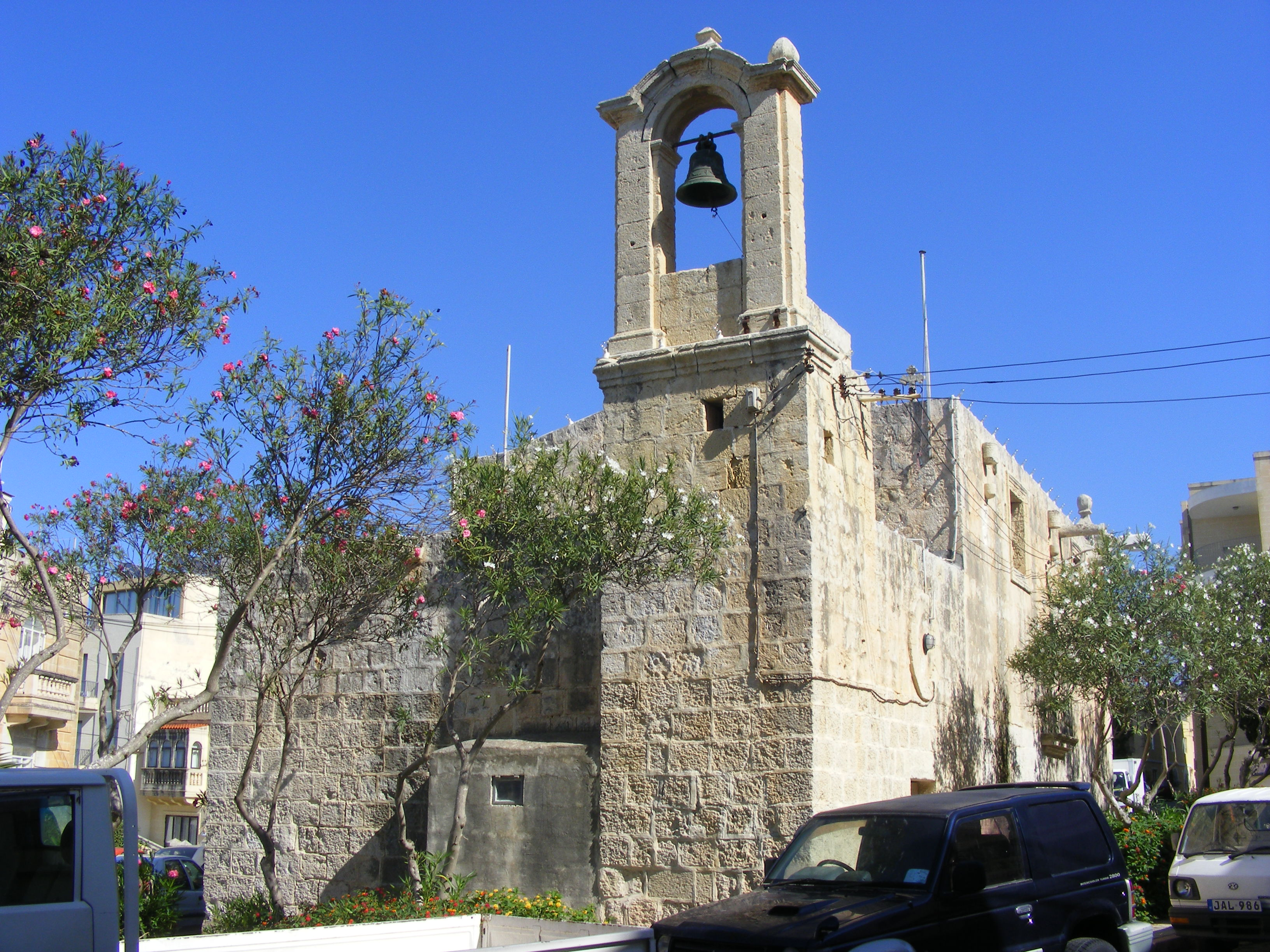
Widok kaplicy od strony zakrystii

Kaplica ma skromną prostokątną fasadę. Główne drzwi okalają dwa korynckie pilastry, po jednym z każdej strony, podtrzymujące belkowanie zwieńczone podzielonym trójkątnym frontonem. Górna część otworu wejściowego jest półokrągła. Ponad frontonem znajduje się duże okrągłe okno, które doświetla wnętrze. Fasada zakończona jest gzymsem z naszczytnikami, na którym widzimy spływ wolutowy z segmentowym frontonem z kamiennym krzyżem na niewielkim postumencie.
Dzwonnica w formie bell-cot z jednym dzwonem z 1931 (inwentarz z 1708 podaje, że wówczas były tam dwa dzwony), umieszczona jest na niewielkiej wieży z tyłu kościoła, nad zakrystią, do której wejście znajduje się po lewej stronie. Nad wejściem zamurowany okrągły otwór okienny. W rzeczywistości dzisiejsza zakrystia mogła być starym kościołem z XVII wieku. Nad bocznymi elewacjami kaplicy proste kamienne rury, odprowadzające z dachu wody opadowe.
Do kaplicy przylega stary cmentarz, na którym, jak twierdzi kanonik Ġwann Azzoppardi, pochowano 24 mnichów zmarłych na zarazę. Upamiętnia to kamienna płyta, dziś częściowo zniszczona.

### Wnętrze
Wnętrze kaplicy jest jednonawowe. Całość przykrywa sklepienie kolebkowe wsparte na łukach. Te zaś osadzone są na wysoko umieszczonym gzymsie biegnącym wokół ścian, podpartym licznymi wspornikami. Cztery duże okna po bokach sklepienia doświetlają wnętrze.
W kościele jest jeden ołtarz. Znajduje się on w prezbiterium, podniesionym o jeden stopień i oddzielonym od reszty świątyni balaskami. W ołtarzu obraz Narodzenie Najświętszej Maryi Panny. Dzieło to, pochodzące sprzed 1708 (obraz jest wymieniony w inwentarzu kaplicy z tego roku), przedstawia św. Annę z Bambina Marija, w otoczeniu św. Joachima i aniołów. Obraz umieszczono w ozdobnej kamiennej ramie. Nastawa ołtarzowa w formie dwóch filarów otaczających obraz, podtrzymujących podzielony fronton.

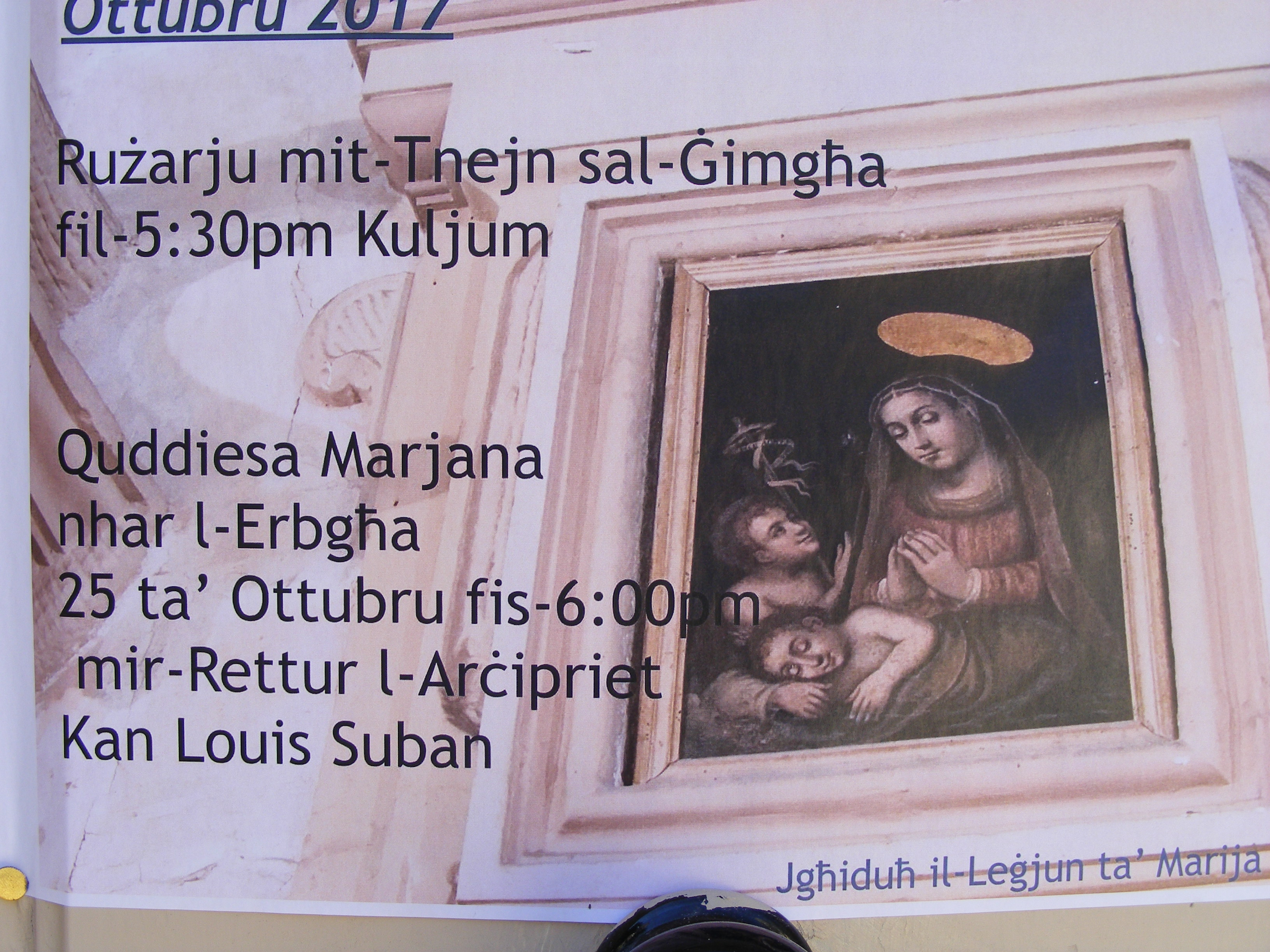
Prawdopodobny obraz tytularny ze starego kościoła (zdjęcie z plakatu przed kościołem)

Ponad obrazem tytularnym, pomiędzy obiema częściami frontonu, mniejszy przedstawiający Maryję ze śpiącym Dzieciątkiem oraz małego Jana Chrzciciela. Przypuszczalnie jest to obraz tytularny z oryginalnego kościoła zbudowanego przez Ċenzu Cashę, wspomniany w 1615 w raporcie biskupa Cagliaresa. Obraz jest zwieńczony niewielkim segmentowym frontonem.
Boczne ściany prezbiterium zdobią dwa, umieszczone w stylizowanych na retabulum ramach, starodawne obrazy przedstawiające apostołów św. Mateusza i św. Tomasza. Były one częścią pełnego zestawu dwunastu obrazów, z których kilka znajduje się w magazynie Muzeum Wignacourta w Rabacie. Na lewej ścianie, w podobnej do nastawy ołtarzowej oprawie, umieszczony jest obraz Matki Bożej Nieustającej Pomocy, ofiarowany kościołowi przez Pio Scerriego z USA. Wokół kaplicy na ścianach wiszą niewielkie stacje Via Crucis.
Do 2009 w kaplicy znajdowała się średniowieczna chrzcielnica, która według historyczki Charlene Velli była częścią wyposażenia starego kościoła parafialnego św. Pawła w Rabacie. Dziś znajduje się w muzeum Wignaucorta w Rabacie. Chrzcielnica wykonana jest z białego marmuru, jest na niej medalion przedstawiający św. Pawła z mieczem w dłoni, oraz dwie głowy aniołków. Stan zabytku nie jest najlepszy. Stylistycznie dzieło jest podobne do prac Domenico Gaginiego (1420–1492) z Palermo, którego inne prace znajdują się na Malcie.

## Świątynia dzisiaj
W kaplicy członkowie Legionu Maryi organizują różaniec w maju i październiku. Pod koniec maja, w święto Matki Bożej Nieustającej Pomocy, 8 września w święto patronalne oraz w listopadzie odprawiane są msze święte. W listopadzie msza święta upamiętnia zmarłych.

## Ochrona dziedzictwa kulturowego
Kościół umieszczony jest na liście National Inventory of the Cultural Property of the Maltese Islands pod nr. 2440.